# Bruno Bertacchini
Bruno Bertacchini (Guarda Ferrarese, 23 luglio 1909 – ...) è stato un calciatore italiano, di ruolo mediano.

## Biografia
Il più giovane dei tre fratelli Bertacchini, giocava come mediano, era conosciuto come Bruno Bertacchini III.

## Carriera
Giocò sei campionati nella SPAL, una stagione nel Messina e di nuovo nella SPAL, dove rimase fino al 1938. Ha esordito in Prima Divisione a Mantova il 10 febbraio 1929 nella partita Mantova-Spal (0-1). Con la Spal ha totalizzato 137 presenze e realizzato 3 reti.